# Jüdischer Friedhof (Wassenberg)

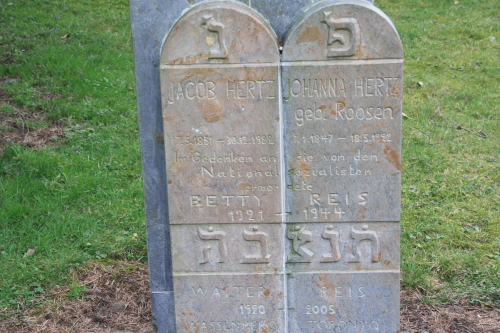
Der Gedenkstein der Familie Reis

Der Jüdische Friedhof Wassenberg befindet sich in der Stadt Wassenberg im Kreis Heinsberg in Nordrhein-Westfalen.
Auf dem jüdischen Friedhof, der von 1688 bis 1930 belegt wurde, sind noch 17 Grabsteine (Mazewot) vorhanden. Der Friedhof wurde am 25. Mai 2005 in die Denkmalliste der Stadt unter der Nummer 74 eingetragen.
Der direkt gegenüber dem Rathaus in der Roermonder Straße liegende Friedhof befindet sich hinter einer Bushaltestelle. Neben der jüdischen Begräbnisstätte befindet sich ein alter christlicher Friedhof. Auf dem Gedenkstein des jüdischen Friedhofes steht: Friedhof der Jüdischen Gemeinde Wassenberg / Synagoge der jüdischen Gemeinde Wassenberg, zerstört 10. November 1938.
Auf dem jüdischen Friedhof steht auf der rechten Seite ein Denkmal, welches der nach Kanada emigrierte Walter Reis im Jahre 1992 für seine im KZ Bergen-Belsen ermordete Schwester Betty Reis und seine Großeltern Jacob und Johanna Hertz aufstellen ließ. Der Name von Werner Reis wurde nach seinem Tod 2005 hinzugefügt. Der Stein steht im Schatten eines Ahorn-Baumes, der auf seinem Grundstück in Toronto gewachsen war.